# Bayon
Bayon (kmerski: Prasat Bayon) je slavni kmerski hram u Angkoru, Kambodža. Izgrađen je u 12. i 13. stoljeću kao službeni kraljevski hram mahāyanskoga buddhizma. Hram se nalazi u središtu grada Angkor Thoma koji je podigao kralj Jayavarman VII. (v. 1181. – 1219.), a nakon njegove smrti je prilagođen potrebama hinduista i therāvadskih buddhista.
“U sredini grada (Angkor Thoma) smjestio se Bayon, koji je zapravo bio hram-planina Jayavarmana VII. Ono po čemu je poznat ovaj hram jesu divovska lica što se smiješe sa svake strane svakog tornja hrama. To su vjerojatno lica bodhisattve sućuti kojih je 200. Njegovo je ime Avalokiteśvara, što znači "božanstvo koje gleda prema dolje" pri činu sućuti. Međutim, ovdje se lica sućuti što se nalaze na svim stranama svijeta najvjerojatnije trebaju poistovijetiti sa svud prisutnim obogotvorenim kraljem, čija se moć širi u svim smjerovima njegova carstva. Nije pogrešno reći da je Jayavarman VII samoga sebe smatrao Probuđenim (Buddha). On je prilagodio śivistički obred kulta devarājā buddhizmu škole velikoga vozila.
Pogleda li se struktura ove hram-planine, zamijećuje se da se on sastoji od tri etaže. Najdonja ili treća etaža oblika je pravilnoga pravokutnika dimenzija otprilike 150 puta 150 metara, a dijeli se na četiri četvorine. Jugoistočna se zove āgneya, jugozapadna nairṛta, sjeverozapadna vayavya i sjeveroistočna īśāna. Cijeli kat ima oko 22 000 kvadratnih metara. Drugi ili srednji kat oblika je pravilnoga križa u četverokutu. Prvi ili najviši kat hrama okruglog je oblika i zauzima najmanju površinu. Ali je zato ona najbogatija simbolikom. Ova etaža predstavlja lopoč u čijem je središtu sveopći buddha, a na krajevima Viṣṇu, Śiva, Indra i Jayavarman VII.”
Od 15. stoljeća, kada je Kmersko carstvo osvojilo tajsko kraljevstvo Ayutthaya, Angkor je napušten, pa su tako i Angkor Thom i Bayon u velikoj mjeri zaboravljeni. Iako je ovo područje bilo naseljeno i još uvijek se koristilo za poljoprivredu, većina građevina izvan područja hrama Angkor Wat, obrasla je tropskim raslinjem. Krajem 19. stoljeća probudio se interes europskih znanstvenika u ovom dijelu Francuskog kolonijalnog carstva u Indokini (Francuska Indokina). Arheološki rad je bio prekinut zbog Prvog i Drugog svjetskog rata, te ratova u Kambodžu i Vijetnamu, uključujući i komunističku diktaturu Crvenih Kmera. Od kasnih 1980-ih, nakon završetka vladavine Crvenih Kmera i vijetnamske okupacije, Bayon je, poput ostalih hramova Angkora, u velikoj mjeri obnovljen uz sudjelovanje Međunarodnog koordinacijskog odbora (ICC) UNESCO-a, arheologa s Instituta Kambodžanske uprave za zaštitu i upravljanje Angkorom i regije Siem Reap (Apsara), francuski École Française d'Extrême-Orient, njemačkog Projekta očuvanja Apsara (GACP), FH Kölna i tima za čuvanje Angkora vlade Japana (JSA), ali i Svjetske fundacije za zaštitu spomenika (WMF) sa sjedištem u SAD-u.
Bayon se smatra primjerom "barokne kmerske arhitekture", za razliku od klasičnijeg stila hrama Angkor Wata. Njegova najznamenitija odlika su masivna kamena lica uklopljena u mnoge tornjeve koji se poput piramide uzdižu iznad središnje t erase. Hram je također poznat po dojmljivim nizovima bareljefa koji predstavljaju neobičnu mješavinu mitoloških, povijesnih i svakodnevnih prizora.
Od 1992. godine, Bayon je, kao dio Angkora, na popisu svjetske baštine UNESCO-a.
- 3D rekonstrukcija hrama Bayon
- Bayon danas
- Lica "kraljeva" ili "bogova" na tornjevima
- Dovratnici Bayona
- "Marš Kmerske vojske", bareljef u Bayonu

## Vanjske poveznice
- The Bayon Symposium (Unesco): 1996. - 2001. (engl.)
- Fotografije Bayona